# دراگان جاییچ
دراگان جاییچ (صربی: Dragan Džajić؛ زادهٔ ۳۰ مهٔ ۱۹۴۶) یک بازیکن فوتبال اهل یوگسلاوی بود.

## باشگاهی
از باشگاه‌هایی که در آن بازی کرده‌است می‌توان به باشگاه فوتبال ستاره سرخ بلگراد و باشگاه ورزشی باستیا اشاره کرد.

## تیم ملی
وی همچنین در تیم ملی فوتبال یوگسلاوی بازی کرده است. 